# 알프레도 멘데즈-곤잘레스
알프레도 멘데즈-곤잘레스(Alfredo Méndez-Gonzalez, 1907년 6월 3일 - 1995년 1월 29일)는 푸에르토리코에서 봉직한 미국인 로마 가톨릭교회 주교이다.
1907년 일리노이주 시카고에서 태어났다. 1933년 인디애나주 노터데임에 있는 노터데임대학교(University of Notre Dame)를 졸업했다. 그는 1935년 6월 24일 워싱턴 D.C.에서 사제로 서품받았다. 그는 1960년 10월 28일 노터데임에 있는 성심대성당(Basilica of the Sacred Heart, Notre Dame)에서 프랜시스 조셉 스펠만(Francis Joseph Spellman) 추기경에 의해 주교로 성성받았다. 같은 해 그는 푸에르코리코의 아레시보 교구의 교구장이 되었다. 그는 1974년 아레시보 교구장을 사임하고 캘리포니아로 돌아갔다.
1993년 그는 캘리포니아주 칼즈배드에서 성 비오 10세회에서 탈퇴한 성 비오 5세회 창립자인 클래런스 켈리(Clarence Kelly) 신부를 교황의 허락을 받지 않고 주교로 성성하였다. 주교 성성 사실은 1995년 그가 선종한 뒤 발표되었다.